# THE☆FUNKS
THE☆FUNKS（ザ・ファンクス）は、ミラーボール星の兄弟アイドル。名称の由来は、プロレス兄弟タッグの「ザ・ファンクス」。

## メンバー

### 演者
- ドリー・D（ダイヤ☆モンド）・ファンク・Jr（兄）
- テリー・D（ダンス☆マン）・ファンク （弟）

### プロデュース
- 安岡優（ゴスペラーズメンバー、通称「安P」）

## 経歴
- ミラーボール星にてアイドル活動を行なう。
- 2009年9月5日
  - 横浜BLITZ で開催された「第7回横浜サマーファンクフェスティバル2009～タッコングいやザ・ファンクス現る～」より地球におけるライヴ活動開始
- 2010年8月25日
  - 地球では初となるシングル「月刊☆星ガール.net」を配信開始（生写真付会場限定販売CDは28日より）
- 2013年3月29日
  - 地球では初となるワンマンライヴ「待たせたな☆地球人」を渋谷O-EASTにて開催
- 2013年6月から「みんなのうた」で放送されるジューシィ・フルーツが歌う「ちょっとだけ ナラバイ」を初プロデュース[1]
- 2022年3月30日
  - 地球では初となるアルバム「愛の12星座」を販売開始
- 2022年8月27日
  - 安岡優プロデュース公演 「THE☆FUNKS “地球外☆エンジェルス”」umeda TRAD公演をもって、地球での単独ライブ活動を終了

## 地球での活動
日本では、ゴスペラーズの安岡優・通称「安P」のプロデュースを受け活動。ギャラクシーレコードに所属し、田中聡元が社長とマネージャーを兼ねる。プロモーション活動等の大半は、テリーと安Pで行なう。

## ディスコグラフィー

### アルバム
1. 愛の12星座（2022年3月30日　GXC-0001/2：初回生産限定盤 CD+DVD、GXC-0003：通常盤CD） [2][3]
  1. THE☆FUNKSのテーマ
  2. MI☆DA☆RA
  3. 饒舌の話☆術
  4. 月の上まで☆スキップ
  5. ハリセン☆煩悩MARS
  6. カクゴして feat. 和田彩花・勝田里奈
  7. それは☆ナシなんじゃない
  8.  Romance☆Novel
  9. Star☆ting Over feat. ゴスペラーズ
  10. パンツ☆メリハリ
  11. 地球外☆エンジェルス
  12. いつもゴールデンかラブラドール

### シングル
1. 月刊☆星ガール.net（配信2010年8月25日、会場限定CD2010年8月28日：GIGD0001）
  1. 月刊☆星ガール.net

## ライヴ
- 待たせたな☆地球人（2013年3月29日 渋谷O-EAST）
- 安岡 優 プロデュース公演 「THE☆FUNKS “地球外☆エンジェルス”」（2022年8月23日 Spotify O-EAST、8月27日 umeda TRAD）

## 関連コンテンツ
- 安Pの「星⭐︎伝説」
安岡が、マニピュレーター・作曲・編曲等で関わってきた宇佐美秀文をゲストに迎え、アルバム「愛の12星座」発売までの振返り、今後の展開についてを、レコード会社グラシアスのYouTubeチャンネルにて音声配信したもの。
  - 本編：全5回音声形式、ゴスペラーズWEB会員向けに同内容動画形式
  - Space Voice Opera THE☆FUNKS『地球外☆エンジェルス』関連：全2回動画形式
  - 安岡 優プロデュース公演 「THE☆FUNKS “地球外☆エンジェルス”」関連：全2回動画形式

- Space Voice Opera THE☆FUNKS『地球外☆エンジェルス』 [4]
アルバム「愛の12星座」楽曲、ブックレットとともに楽しむボイスドラマを作成、Spotify「Music＋Talk」にて配信。
安岡優プロデュース公演 「THE☆FUNKS “地球外☆エンジェルス”」開催までの期間限定で物語部分のみYouTubeにて配信。出演はTHE⭐︎FUNKS、俳優田中聡元、声優佐藤拓也。
脚本も田中聡元が手がけた。2022年5月13日より全12回配信。

各話リスト
| 話数     | 配信日        | タイトル                           | 対応曲                              | 収録時間 |
| -------- | ------------- | ---------------------------------- | ----------------------------------- | -------- |
| 第一話   | 2022年5月13日 | 蝶を追いかけろ                     | THE☆FUNKSのテーマ                   | 7′41″    |
| 第二話   | 2022年5月20日 | 天使の秘め事                       | MI☆DA☆RA                            | 5′24″    |
| 第三話   | 2022年5月27日 | アイドルを探せ                     | 饒舌の話☆術                         | 6′35″    |
| 第四話   | 2022年6月3日  | MOON☆MOON☆しちゃう                 | 月の上まで☆スキップ                 | 4′56″    |
| 第五話   | 2022年6月10日 | 危険な☆約束                        | ハリセン☆煩悩MARS                   | 6′19″    |
| 第六話   | 2022年6月17日 | 愛してるって最近言わなくなったのは | カクゴして feat. 和田彩花・勝田里奈 | 7′16″    |
| 第七話   | 2022年6月24日 | サヨナラ・チキュウ                 | それは☆ナシなんじゃない             | 6′06″    |
| 第八話   | 2022年7月1日  | 失☆恋愛小説                        | Romance☆Novel                       | 4′24″    |
| 第九話   | 2022年7月8日  | 本気と書いてLOVEと読む             | Star☆ting Over feat. ゴスペラーズ   | 5′32″    |
| 第十話   | 2022年7月15日 | 誰がためにパンツ履く               | パンツ☆メリハリ                     | 5′33″    |
| 第十一話 | 2022年7月22日 | 天使の微笑み                       | 地球外☆エンジェルス                 | 5′35″    |
| 最終回   | 2022年7月29日 | 恋する準備は出来てます             |                                     | 5′45″    |

## プロデュース
- ジューシィ・フルーツ「ちょっとだけ ナラバイ」（同名シングル収録）
- ゴスペラーズ
  - 「MOVIE☆STAR」アルバム「The Gospellers Now」収録
  - 「PRINCESS☆HUG」シングル「GOSWING/Recycle Love」収録
- アンジュルム
  - 「カクゴして!」
    - アルバム「S/mileage / ANGERME SELECTION ALBUM「大器晩成」」初回生産限定盤A収録
- 中沢ノブヨシ　「24☆7」アルバム「Chains of music」収録